# Gregor Hövelmann
Gregor Hövelmann (* 5. November 1930 in Emmerich; † 26. April 1986 in Geldern) war ein deutscher Lehrer, Historiker und Archivar.

## Leben
Nach dem Abitur in seiner Heimatstadt Emmerich studierte Hövelmann in Münster und Freiburg im Breisgau Germanistik und Geschichte unter anderem bei Franz Petri und legte 1958 das Erste Staatsexamen für den Höheren Schuldienst ab. Nach dem Referendariat in Wesel und Krefeld war Hövelmann von 1960 bis 1969 als Lehrer am Collegium Augustinianum Gaesdonck tätig. 1969 trat er das Amt des Kreisarchivars des Kreises Geldern an; nach der Zusammenlegung der Kreise Geldern und Kleve im Jahre 1975 war Hövelmann bis zu seinem Tod 1986 Kreisarchivar des (vergrößerten) Kreises Kleve.
Bereits während seiner Lehrtätigkeit und dann vor allem als Kreisarchivar publizierte Hövelmann neben einigen Monografien zahlreiche Aufsätze und Artikel und war zudem Redakteur oder Herausgeber etlicher Bücher.

## Hauptwerke
- als Herausgeber zusammen mit Paul Dyckmans und Kurt Abels: Niederrheinische Kirchengeschichte. Kevelaer: Butzon & Bercker 1965.
- Geschichte des Kreises Geldern. Teil 1: 1816-1866. Kreis Geldern, Geldern 1974.
- als Herausgeber: Von Wachtendonk bis Kevelaer. Neue Beiträge zur geldrischen Geschichte. Historischer Verein für Geldern und Umgegend, Geldern 1978.
- als Herausgeber: Juden in Geldern. Mit weiteren Beiträgen zur geldrischen Geschichte. Historischer Verein für Geldern und Umgegend, Geldern 1982.
- als Herausgeber zusammen mit Heinrich Steinbring: 250 Jahre Klevisches Kataster. Studien zur Geschichte der Kartographie und des Vermessungs- und Katasterwesens am Niederrhein. Boss, Kleve 1984.
- Moritz Graf von Spiegelberg (1406/07 - 1483). Domherr in Köln, Propst in Emmerich, Mäzen und Stifter. Butzon & Bercker, Kevelaer 1987.
- Zur Landesgeschichte am unteren Niederrhein. Gesammelte Beiträge. Historischer Verein für Geldern und Umgegend, Geldern 1987.
- daneben zahlreiche Aufsätze, Artikel, Rezensionen etc.